# Список богомолів Японії
У фауні Японії відомо понад 10 видів богомолів, що належать до 3 родин.

## Список видів
| Наукова назва, автор, рік опису        | Таксономія           | Статус МСОП | Зображення | Зауваження щодо поширення            |  |
| Acromantis japonica                    | Родина Hymenopodidae | -           |            |                                      |  |
| Acromantis satsumensis Matsumura, 1913 | Родина Hymenopodidae | -           |            | Ендемік Японії                       |  |
| Amantis nawai                          | Родина Gonypetidae   | -           |            |                                      |  |
| Mantis religiosa Linnaeus, 1758        | Родина Mantidae      | LC          |            |                                      |  |
| Hierodula patellifera Werner, 1933     | Родина Mantidae      | —           |            | Включно з підвидом на островах Рюкю  |  |
| Statilia maculata (Thunberg, 1784)     | Родина Mantidae      | —           |            |                                      |  |
| Statilia nemoralis (Saussure, 1870)    | Родина Mantidae      | —           |            | Поширений на крайньому півдні країни |  |
| Tenodera aridifolia (Stoll, 1813)      | Родина Mantidae      | —           |            |                                      |  |
| Tenodera sinensis                      | Родина Mantidae      | —           |            |                                      |  |
| Tenodera angustipennis Saussure, 1869  | Родина Mantidae      | —           |            | Поширений на луках по всій країні    |  |
| Tenodera fasciata (Olivier, 1792)      | Родина Mantidae      | —           |            |                                      |  |